# Acanthopsoides
Genre
Acanthopsoides est un genre de poissons téléostéens de l'ordre des Cypriniformes et de la famille des Cobitidae. Les espèces de ce genre vivent uniquement dans le Sud-Est de l'Asie.
Synonyme ancien : Aperioptus

## Liste des espèces
Selon World Register of Marine Species (1er février 2021) :
- Acanthopsoides delphax Siebert, 1991
- Acanthopsoides gracilis Fowler, 1934
- Acanthopsoides hapalias Siebert, 1991
- Acanthopsoides molobrion Siebert, 1991  synonyme: Aperioptus pictorius  J. Richardson, 1848
- Acanthopsoides namromensis Nguyen, 2005
- Acanthopsoides robertsi Siebert, 1991